# 40'erne f.Kr.
Århundreder: 2. århundrede f.Kr. – 1. århundrede f.Kr. – 1. århundrede
Årtier: 90'erne f.Kr. 80'erne f.Kr. 70'erne f.Kr. 60'erne f.Kr. 50'erne f.Kr. – 40'erne f.Kr. – 30'erne f.Kr. 20'erne f.Kr. 10'erne f.Kr. 00'erne f.Kr. 00'erne
År: 49 f.Kr. 48 f.Kr. 47 f.Kr. 46 f.Kr. 45 f.Kr. 44 f.Kr. 43 f.Kr. 42 f.Kr. 41 f.Kr. 40 f.Kr.